# Hejnał Suwałk

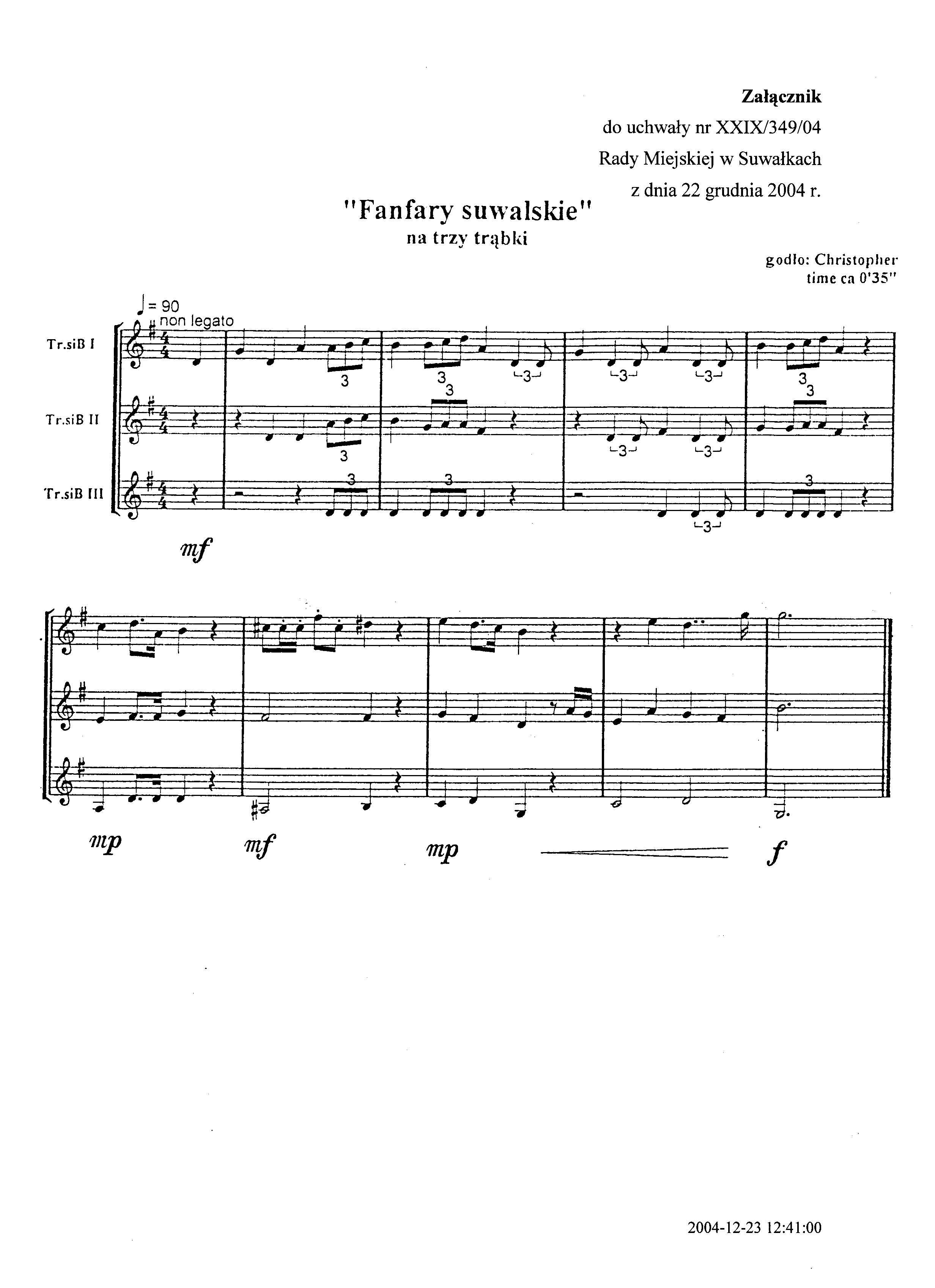
Załącznik do Uchwały Rady Miasta ws. wyboru hejnału

Oficjalnym hejnałem Suwałk jest utwór "Fanfary suwalskie" Pawła Łukowca. Jest to kompozycja na trzy trąbki trwająca ok. 35 sekund. "Fanfary suwalskie" zostały hejnałem Miasta na mocy uchwały podjętej jednogłośnie przez Radę Miejską dnia 22 grudnia 2004 roku (uchwała nr XXIX/349/4). Dzień wcześniej utwór zwyciężył również w plebiscycie Radia 5. Premiera odbyła się o północy w Sylwestra 2004 - podczas miejskiej imprezy sylwestrowej hejnału wysłuchało 5 tys. osób. Autor - Paweł Łukowiec z Kielc - jest absolwentem (obecnie również pracownikiem) Akademii Muzycznej im. K. Lipińskiego we Wrocławiu.